# Desognaphosa
Desognaphosa là một chi nhện trong họ Trochanteriidae.